# ویتوشه
ویتوشه (به صربی: Vitoše) یک منطقهٔ مسکونی در صربستان است که در بروس واقع شده‌است. ویتوشه ۹٫۵۰ کیلومتر مربع مساحت و ۳۷ نفر جمعیت دارد و ۱٬۰۸۶ متر بالاتر از سطح دریا واقع شده‌است.